# Interkommunion
Unter Interkommunion versteht man den gemeinsamen Empfang der eucharistischen Gaben („Kommunion“) durch Mitglieder verschiedener christlicher Konfessionen. Wenn die Feier von Geistlichen verschiedener Konfessionen gemeinsam geleitet wird („Konzelebration“), spricht man von Interzelebration. Zwischen beiden Ebenen wird vor allem im katholischen Bereich sorgfältig unterschieden.

## Die Interkommunion in der Praxis
Jahrelange bi- und multilaterale Verhandlungen haben eine Reihe von unterschiedlichen Möglichkeiten der Interkommunion herausgebildet. Voraussetzung ist in den meisten Fällen, dass die Teilnehmer getaufte Christen sind.

### Die „begrenzte Zulassung zum Abendmahl“
Hier werden Glieder anderer Kirchengemeinschaften zum Abendmahl zugelassen, wenn persönliche oder allgemeine Notsituationen sowie besondere seelsorgerliche Gründe vorliegen. In den meisten Fällen bleibt die Entscheidung, ob denn eine Notlage vorliegt, dem Abendmahlsteilnehmer überlassen.
Die römisch-katholische Kirche kennt eine „begrenzte Zulassung“ zur Kommunion ohne weiteres gegenüber den Angehörigen der orthodoxen und orientalisch-orthodoxen Ostkirchen. In absoluten Ausnahmefällen ist sie, mit Zustimmung des örtlichen Bischofs nur dann für evangelische Christen möglich, wenn alle folgenden Punkte erfüllt sind:
- Todesgefahr oder andere schwere Notlage nach dem Urteil des Bischofs oder der Bischofskonferenz
- ein Spender der eigenen kirchlichen Gemeinschaft ist nicht erreichbar
- der Empfänger bittet von sich aus um die Sakramente (der Buße, Eucharistie, Krankensalbung)
- der Empfänger bekundet den Glauben in Bezug auf diese Sakramente, d. h. wahrhafte, wirkliche und wesenhafte Gegenwart Jesu Christi unter den Gestalten von Brot und Wein (Realpräsenz, Transsubstantiation); Notwendigkeit, dass nur ein gültig geweihter Priester Brot und Wein in den Leib und das Blut Christi wandeln kann etc.
- der Empfänger ist recht disponiert (übernatürlicher Glaube an die Wirkung der Sakramente, bei Eucharistie: Freisein von schwerer  Sünde; bei Buße: Reue). (can. 844 § 4 CIC)

### Die von Kirchen vereinbarte gegenseitige Zulassung zum Abendmahl
Eine gegenseitige Zulassung zum Abendmahl praktizierten beispielsweise seit den Abkommen von Abaúkjér (1830) und Nagygeresd (1833) die Reformierte Kirche und die Evangelisch-Lutherische Kirche in Ungarn. Auch die kirchlichen Unionen des 19. Jahrhunderts enthielten als wesentliches Element stets die wechselseitige Zulassung zum Abendmahl.
Die Altkatholischen Kirchen der Utrechter Union und die Kirchen der Anglikanischen Kirchengemeinschaft sprachen 1931 im Bonner Interkommunionabkommen (Bonn Agreement) die „Zulassung von Mitgliedern der andern zur Teilnahme an den Sakramenten“ aus.
In Deutschland schlossen das Katholische Bistum der Alt-Katholiken und die Evangelische Kirche in Deutschland (EKD) 1985 eine „Vereinbarung über eine gegenseitige Einladung zur Teilnahme an der Feier der Eucharistie“. Ihr folgte 1988 die Meißener Gemeinsame Feststellung zwischen der EKD und der Kirche von England, die mit der gegenseitigen Anerkennung als Kirchen auch die gegenseitige Einladung zum Abendmahl (einschließlich begrenzter Formen der Interzelebration) einschließt.

### Die „eucharistische Gastbereitschaft“
Seit dem 20. Jahrhundert praktizieren viele evangelische und anglikanische Kirchen eine prinzipielle „eucharistische Gastfreundschaft“ bzw. „eucharistische Gastbereitschaft“ (auch „offene Kommunion“) und betrachten alle Getauften auch aus anderen Konfessionen als eingeladen. Schon 1968 wurde von der Lambeth-Konferenz (Resolution 45) eine entsprechende Empfehlung gegeben und beispielsweise 1972 von der Church of England in ihrem Kirchenrecht verankert (Canon Law B15A). Für die Kirchen der Vereinigten Evangelisch-Lutherischen Kirche Deutschlands (VELKD) wurde die eucharistische Gastbereitschaft 1975 in einer Pastoral-theologischen Handreichung festgehalten und von der Arnoldshainer Konferenz übernommen, so dass sie jetzt in allen evangelischen Landeskirchen in Deutschland besteht. Die theologische Begründung ist, dass Christus selbst zum Abendmahl einlädt und die Kirchen deshalb nicht berechtigt sind, Getaufte auszugrenzen. Aus diesem Grund gibt es für evangelische Christen keine grundsätzlichen Bedenken, auch in anderen Konfessionen, z. B. in der römisch-katholischen Kirche, das Abendmahl zu empfangen (wobei allerdings empfohlen wird, nur dann zu kommunizieren, „wenn sicher ist, daß der ... der jeweilige Priester keine Einwände hat und in der Gemeinde kein Anstoß daran genommen wird“). Von der Gemeinschaft Evangelischer Kirchen in Europa wird die eucharistische Gastbereitschaft als Schritt zur Überwindung der Trennung zwischen den Kirchen betrachtet.
Viele Freikirchen – darunter die Evangelisch-Freikirchlichen Gemeinden – praktizieren das sogenannte „halboffene“ Abendmahl. In diesem Zusammenhang ist es nicht von Bedeutung, ob die Teilnehmer am Abendmahl im kirchenrechtlichen Sinne dazu berechtigt sind. Wichtig ist allein, ob sie persönlich an Jesus Christus als ihren Herrn glauben und sich der Vergebung ihrer Schuld gewiss sind.

## Die Interzelebration
Die Interzelebration, d. h. die gemeinsame Feier („Konzelebration“) des Abendmahlssakraments durch konfessionell verschiedene Amtsträger am selben Altar, kann als weitergehender Sonderfall der Interkommunion angesehen werden. Anders als die einfache Interkommunion setzt sie in der Regel eine Vereinbarung über Abendmahlsgemeinschaft voraus.

## Gründe für die Ablehnung der Interkommunion zwischen der römisch-katholischen Kirche und evangelischen Kirchen
Während die Kirchen des Protestantismus eine Reihe von Möglichkeiten interkonfessioneller Mahlgemeinschaft herausgebildet haben, ist die römisch-katholische Haltung, wie die der Selbständigen Evangelisch-Lutherischen Kirche (SELK), zu gemeinsamen Abendmahlsfeiern bzw. zum Empfang des evangelischen Abendmahles nach wie vor ablehnend. Dies ergibt sich für beide letztgenannte Kirchen aus den unterschiedlichen Eucharistieverständnissen, für die römisch-katholische und die SELK vor allem aus den Unterschieden im Amt (Priestertum, Ordination, Weihesakrament).
- Für die römisch-katholische Kirche sind die Kommunion-Speisen Brot und Wein durch Transsubstantiation zu Leib und Blut Jesu Christi geworden. Nur ein Priester, der das Sakrament der Ordination empfangen hat, kann die Eucharistie wirksam spenden. Priester der Ostkirchen sind in dieser Hinsicht römisch-katholischen gleichgestellt. Evangelische Amtsträger sind nach römisch-katholischer Auffassung nicht durch das Amts-Sakrament ordiniert, in ihren Kirchen folglich „die ursprüngliche und vollständige Wirklichkeit (substantia) des eucharistischen Mysteriums nicht bewahrt“ (2. Vatikanum, Unitatis redintegratio (Dekret über den Ökumenismus) 22). „Katholische Spender spenden die Sakramente erlaubt nur katholischen Gläubigen; ebenso empfangen diese die Sakramente erlaubt nur von katholischen Spendern“ (can. 844 § 1 CIC)

- Die Selbständige Evangelisch-Lutherische Kirche (SELK), glaubt, lehrt und bekennt, dass sie im Heiligen Abendmahl real (wirklich) Christi wahren Leib (unter der Gestalt des Brotes) und Christi wahres Blut (unter der Gestalt des Weines – Traubensaft wird als unbiblisch abgelehnt) zur Vergebung der Sünden mit ihrem Mund empfangen (Realpräsenz). Volle Abendmahlsgemeinschaft kann mit den lutherischen Landeskirchen nicht erklärt werden, da sie mit bekenntnisverschiedenen Kirchen (Unionskirchen und reformierten Kirchen) Abendmahlsgemeinschaft erklärt haben. Durch Pfarrerinnen gespendete Sakramente betrachtet die SELK als ungültig, da sie von Christus hierzu kein Mandat (Vollmacht) bekommen haben. Römisch-katholische Messfeiern widersprechen nach Ansicht der lutherischen Bekenntnisschriften dem Stifterwillen Christi. Daher habe die römisch-katholische Kirche kein vollgültiges Abendmahl.

## Aktuelle Kontroversen
Ein Interkommunionsgottesdienst im Rahmen des deutschen ökumenischen Kirchentags 2003 in Berlin führte dazu, dass der Bischof von Trier Reinhard Marx den „interzelebrierenden“ katholischen Pfarrer Gotthold Hasenhüttl, der mit evangelischen Geistlichen gemeinsam eine Eucharistiefeier geleitet hatte, vom Priesteramt suspendierte. Der katholische Pfarrer Bernhard Kroll (Bistum Eichstätt), der das Abendmahl öffentlich und demonstrativ von einem evangelischen Geistlichen empfangen hatte, wurde durch Bischof Walter Mixa aus seinem Pfarramt entfernt, 2008 jedoch wieder in ein anderes Pfarramt eingesetzt.
Während des Requiems für Papst Johannes Paul II. reichte Joseph Kardinal Ratzinger dem bekannten evangelischen Geistlichen Frère Roger († 2005) die Kommunion, was von einigen Beobachtern als Sensation empfunden wurde. Frère Roger hatte allerdings bereits seit ca. 20 Jahren immer wieder die Kommunion aus der Hand Papst Johannes Pauls II. empfangen. Am dazu nötigen Bekenntnis seines Glaubens an die Realpräsenz Christi in der Eucharistie hat Frère Roger in Wort und Schrift nie Zweifel aufkommen lassen und wurde deshalb von seinem katholischen Heimatbischof zum Kommunionempfang zugelassen (siehe oben: Begrenzte Zulassung zum Abendmahl).